# 太空野兽
《太空野兽》（義大利語：La bestia nello spazio）是一部1980年的意大利情色科幻电影，由阿方索·布雷西亞导演。

## 剧情
太空船长 Larry Madison 前往遥远的行星 Lorigon 寻找神秘且珍贵的物质 Antalium。抵达行星后，Larry 和他的团队很快发现 Antalium 对于维持控制整个行星居民的超级计算机至关重要。此时，他们的首要任务变成了尽快安全返回地球。

## 发行
该电影于1982年再次发行，增加了由瑪麗娜·海德曼主演的硬調色情场景，重新取名为《太空色情野兽》（La bestia porno nello spazio）。主演和羅伯·翰達在硬核场景中使用替身。

## 与其他电影的联系
电影中提到的“野兽”（为了借助1975年瓦萊利安·博羅夫奇克导演、同样由瑟芭·蓮恩主演的同名电影《野獸》的成功而选择的片名）是指蓮恩扮演的宇航员在 Lorigon 行星上与一只怪异的外星生物发生的性遭遇，这个生物像博羅夫奇克电影中的“野兽”一样，拥有巨大的生殖器和无尽的性欲。